# Ataídes Oliveira
Ataídes de Oliveira (Estrela do Norte, 18 de dezembro de 1959) é um empresário e político brasileiro filiado ao Partido Novo (NOVO).

## Biografia
É empresário do ramo de consórcios, construção civil e revenda de veículos em Tocantins. Então filiado ao PSDB, elegeu-se nas eleições estaduais no Tocantins em 2010 como primeiro suplente de senador de João Ribeiro. Com a morte do titular, assumiu definitivamente a cadeira de senador em 23 de dezembro de 2013, cujo mandato irá até 31 de janeiro de 2019.
Em agosto de 2013 deixou o PSDB por divergências com governador tocantinense Siqueira Campos e filiou-se ao PROS.
Nas eleições no Tocantins em 2014, disputou o cargo de governador, obtendo a terceira posição com 24.874 votos (3,54%), atrás de Marcelo Miranda (PMDB), que acabou eleito, e de Sandoval Cardoso (SD), que disputava a reeleição. Após as eleições, em 11 de dezembro, deixou o PROS e retornou as fileiras do PSDB.
Foi escolhido relator do processo que pedia a perda de mandato do senador Delcídio do Amaral (PT-MS), preso na Operação Lava Jato.
Em dezembro de 2016, votou a favor da PEC do Teto dos Gastos Públicos. Em julho de 2017 votou a favor da reforma trabalhista.
Em outubro de 2017 votou a favor da manutenção do mandato do senador Aécio Neves derrubando decisão da Primeira Turma do Supremo Tribunal Federal no processo onde ele é acusado de corrupção e obstrução da justiça por solicitar dois milhões de reais ao empresário Joesley Batista.